# Gymnopapuaia annulata
Gymnopapuaia annulata är en tvåvingeart som först beskrevs av Stein 1900.  Gymnopapuaia annulata ingår i släktet Gymnopapuaia och familjen husflugor. Inga underarter finns listade i Catalogue of Life.